# はた万次郎
はた 万次郎（はた まんじろう、1962年7月16日 - ）は、日本の漫画家。北海道釧路市出身、北海道上川郡下川町在住。

## 経歴
1981年に上京。日本電信電話公社（電電公社・現在のNTT）電報課に勤めながらプロの漫画家を目指し、1985年に漫画家生活をスタート。1992年に北海道上川郡下川町に移住、愛犬のウッシー（2009年没）との田舎暮らしの日々を綴った漫画『ウッシーとの日々』を『ビジネスジャンプ』（集英社）に連載。もともとルポ漫画やエッセイ漫画が多かったが、下川町移住後は文章によるエッセイも執筆。

## 作風
一貫してエッセイ漫画がメインである。しかし東京時代と北海道時代ではコマ割りや絵に大きな変化がある。与えられるページが少ないこともあり、東京時代の「おもしろ図鑑」までの作品はコマ割りが非常に細かく、1ページあたり20コマ前後の細かいコマ割りであった。絵の描きこみの濃さや、見開きを使った絵も見られた。
東京時代は、ルポの対象としてオカルト、UFOネタも取り上げていた。そのネタだけでまとめた『はた万次郎のUFO超能力大図鑑』という単行本もあるが、北海道への移住後は、あまり取り上げなくなっている。
1990年代後半にパソコンを導入。彩色は完全にデジタルとなる。

## 作品

### 漫画
- ナンダくん(1980年)
- はた万次郎の青春絵日記 - 週刊ビジネスジャンプにて連載（1985年 〜 1987年）。
- はた万遊記
- タケオちゃんでございますよ
- はた万次郎のおもしろ図鑑 - 週刊ヤングジャンプにて連載（1985年 〜 1992）。
- はた万次郎のＵＦＯ＆超能力大図鑑（集英社、1991年） - 週刊ヤングジャンプにて連載（1985年 〜 1992）。
- ウッシーとの日々(集英社） - 週刊ビジネスジャンプにて連載（1993年 〜 1999年）。文庫コミックス版もあり。
- アブラコの朝：北海道田舎暮らし日記（集英社、1995年） - 文庫コミックス版もあり。
- 北海道田舎移住日記（集英社、1998年） - 文庫コミックス版もあり。
- 北海道青空日記（集英社、1998年） - 小説すばるにて連載。文庫コミックス版（2002年）もあり。 2005年より「ウッシーの生活と意見」に改題。電子書籍版（はたまん文庫）は全編フルカラー化。
- 三コママンガ（北海道新聞（地方版）、2002年以降）
- サムイ伝（月刊スキージャーナル、2008年 〜 2013年）
- 拝啓、ご近所様（「ソウルスライド」第3号、2008年） - 作品名が酷似している「拝啓ご近所さま（作：フカフカ）」とは全く別の作品。
- 明日のために（「ソウルスライド」第4号、2009年）
- カミナリと2匹の犬（はたまん文庫、2015年9月[注釈 1]）
- ヤギの日曜日（はたまん文庫、2015年10月[注釈 1]）
- 英雄になった犬（はたまん文庫、2015年11月[注釈 1]）
- ウッシーの生活と意見（2019年9月17日） - 上述の「北海道青空日記」全編フルカラー化および公式HP「はたまん文庫」収録作品、その他、印刷媒体では未公開だった作品の全編フルカラー化を収録。電子書籍版（はたまん文庫）のみ。
- トロと歩けば（上）（2019年9月18日） - 2015年12月 〜 2017年1月の期間、当時の愛犬「トロ」を題材に執筆していた作品および印刷媒体では未公開だった作品を全編フルカラー化し収録。電子書籍版（はたまん文庫）のみ。
- トロと歩けば（下）（2019年9月18日） - 上述の上巻の続編。
- はた万次郎の生活と意見（2020年5月20日） - （上述の「ウッシーの生活と意見」「トロと歩けば（上下巻）」収録作品を除く）2000年 〜 2020年の作品選集および新作を全編フルカラー化し収録。電子書籍版（はたまん文庫）のみ。

### 絵物語
- 北の絵物語（「Green」2011〜2015）

### エッセイ
- 北海道田舎移住日記（当初「アブラコの朝」のタイトルで発表。文庫本化にあたり改題）
- 夢の筆箱（「Green」2000〜2005）

### イラスト
- ヒロ中田の旅の玉手箱（「北海道じゃらん」1996〜2020）
- オアシス―不思議な犬と少年の日々（竹内真／著　はた万次郎／絵）
- ひとりガサゴソ飲む夜は……（椎名誠／著　はた万次郎／絵）
- 草の記憶（文庫版　椎名誠／著　はた万次郎／絵）
- 都留信用組合2018年カレンダー（はた万次郎／絵）